# Bouzy
 Bouzy  es una población y comuna francesa, en la región de Champaña-Ardenas, departamento de Marne, en el distrito de Épernay y cantón de Ay.

## Demografía
| 905 | 927 | 1005 | 1009 | 967 | 997 |
| Para los censos de 1962 a 1999 la población legal corresponde a la población sin duplicidades (Fuente: INSEE [Consultar]) |     |      |      |     |     |